# Clive Owen

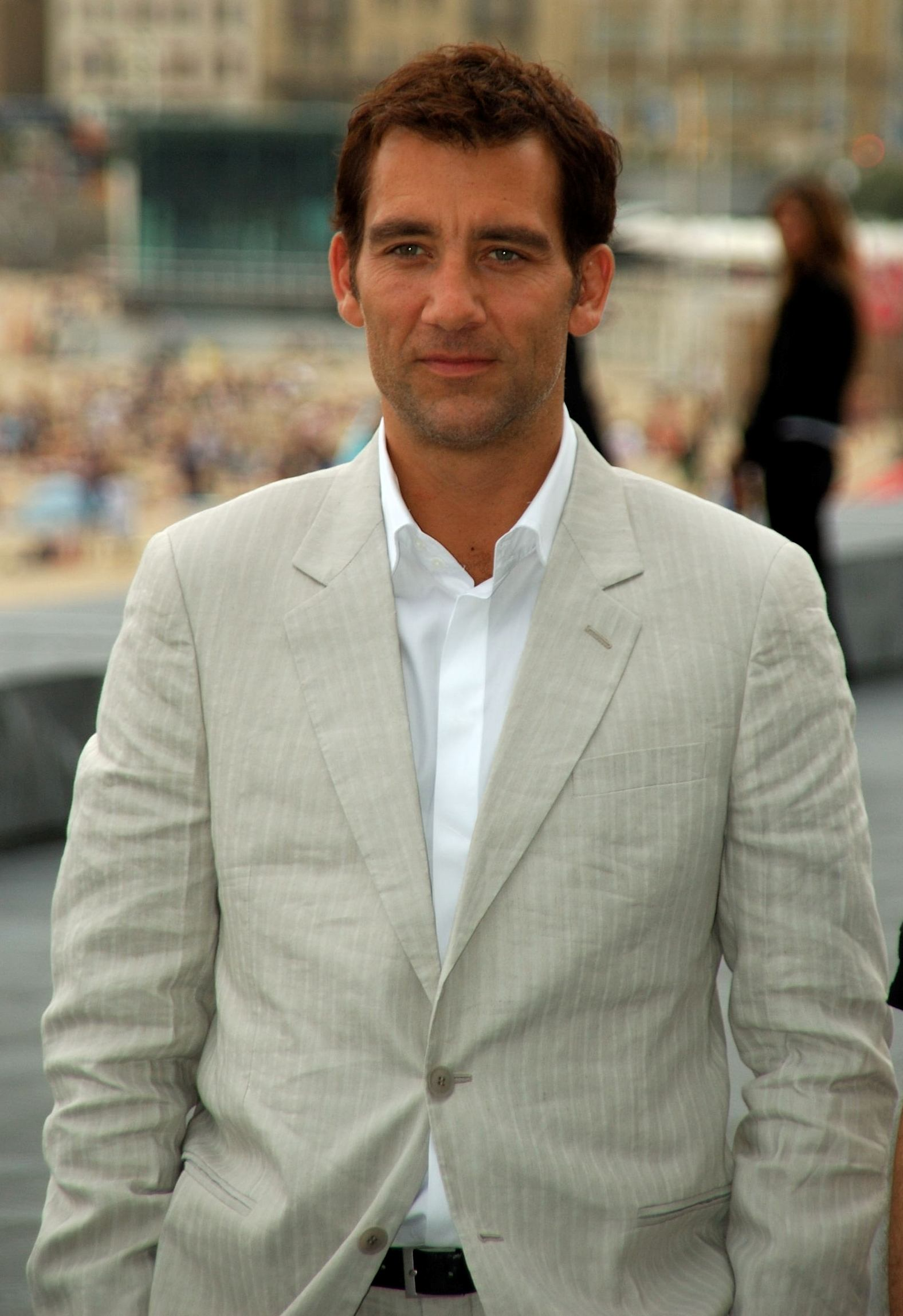
Clive Owen in San Sebastian (2005)

Clive Owen (* 3. Oktober 1964 in Coventry, Warwickshire, England) ist ein britischer Theater- und Filmschauspieler. Er ist unter anderem Golden-Globe- und BAFTA-Preisträger. Zu seinen bekanntesten Filmrollen zählen u. a. seine Ensemble Rolle in Mike Nichols’ Drama Hautnah, für welche er eine Oscar-Nominierung als Bester Nebendarsteller erhielt, sowie seine Hauptrolle in Alfonso Cuarons dystopischen Science-Fiction-Thriller Children of Men.

## Leben
Clive Owen wuchs zusammen mit vier Brüdern als Zweitjüngster bei seiner Mutter auf. Sein Vater, ein Country-&-Western-Sänger, verließ die Familie, als Clive drei Jahre alt war. Von da an wurde er von seiner Mutter und seinem Stiefvater, einem Schaffner, aufgezogen.

### Schauspielerische Karriere
Seinen ersten Auftritt in einem Kinofilm hatte er 1988 in Vroom. Durch die Rolle in der Fernsehserie Chancer (1990) wurde die breite Öffentlichkeit erstmals auf ihn aufmerksam. Mitte der 1990er Jahre sah man Owen unter anderem an der Seite von Catherine Zeta-Jones in der Spielfilmadaption von The Return of the Native (1994) und in den Fernsehfilmen An Evening With Gary Lineker (1994) sowie Split Second (1999).
Auf der Kinoleinwand und im Fernsehen war Owen in den folgenden Jahren in vielen Filmen zu sehen. Zu den bekannteren Produktionen gehören dabei unter anderem Land in Flammen (1992), Century (1993), Land der verlorenen Kinder (1994) und Tödliche Verschwörung (1996). 1997 wurde Owen für seine darstellerische Leistung in dem Film Bent hochgelobt. Darin spielte er einen KZ-Häftling, unter anderem an der Seite von Mick Jagger, Lothaire Bluteau und Ian McKellen.
Hinsichtlich seiner darstellerischen Leistung in dem Mike-Hodges-Erfolg Croupier aus dem Jahr 1998 zogen Kritiker Vergleiche zu Stars wie Humphrey Bogart und Sean Connery. Weitere große Produktionen, in denen Owen mitwirkte, waren Das Auge des Gesetzes und Greenfingers. Auch in Robert Altmans Gosford Park aus dem Jahr 2001 trat er auf. Zu den Produktionen der folgenden Jahre gehörten Jenseits aller Grenzen, King Arthur, Sin City, Inside Man und Children of Men. Für seine Rolle in Hautnah an der Seite von Julia Roberts, Jude Law und Natalie Portman erhielt er den Golden Globe als bester Nebendarsteller. Für die Rolle war er im Januar 2005 in der gleichen Kategorie auch für einen Oscar nominiert.

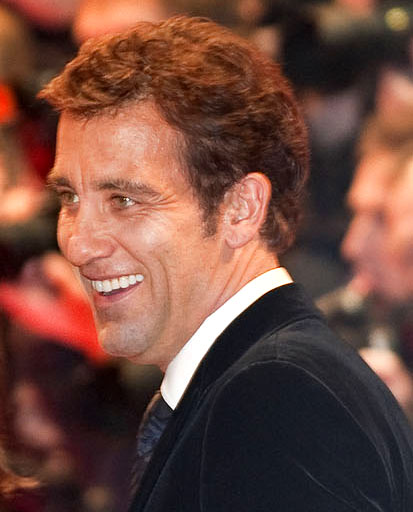
Owen auf der Berlinale (2009)

In der Neuverfilmung von Der Rosarote Panther (2006) hatte Owen einen Gastauftritt. In The International (2009) verkörperte er neben Naomi Watts und Armin Mueller-Stahl einen Interpol-Fahnder auf dem Gebiet der Finanzgeschäfte des organisierten Verbrechens. Von 2014 bis 2015 spielte Owen den Chirurgen Dr. John Thackery in der Serie The Knick, die in einem New Yorker Krankenhaus zu Beginn des 20. Jahrhunderts spielt.
Daneben tritt Owen auch am Theater auf. Zu seinen zahlreichen Engagements zählen Auftritte in dem Noël-Coward-Stück Design for Living und die Hauptrolle in Closer von Patrick Marber. Im Herbst 2001 stand er im Londoner West End in A Day in The Death of Joe Egg von Peter Nichols auf der Bühne.
Auch in mehreren Werbefilmen war Owen zu sehen. In der Kurzfilmreihe The Hire für BMW agierte er unter so bekannten Regisseuren wie Wong Kar-wai, Ang Lee, Guy Ritchie, Alejandro G. Inarritu, Tony Scott und John Frankenheimer an der Seite von Stars wie Gary Oldman, Madonna, James Brown, Don Cheadle, Mickey Rourke und F. Murray Abraham. 1996 spielte er die Hauptrolle in dem Videospiel Privateer 2 – The Darkening neben Christopher Walken, John Hurt und Jürgen Prochnow.
Tom Vogt ist sein deutscher Synchronsprecher.

### Persönliches
Seit dem 6. Mai 1995 ist Owen mit der Schauspielkollegin Sarah-Jane Fenton verheiratet, mit der er zwei Töchter hat.

### Sonstiges
2016 wurde Owen in die Jury der 66. Berlinale berufen.
Er ist zudem Fotomodell für Männerartikel der Marke Lancôme und Markenbotschafter für SAP.

## Filmografie
Kino
- 1988: Vroom – Ab in die Freiheit (Vroom)
- 1991: Schließe meine Augen, begehre oder töte mich (Close My Eyes)
- 1993: Century
- 1996: Tödliche Verschwörung (The Rich Man’s Wife)
- 1997: Bent
- 1997: Croupier – Das tödliche Spiel mit dem Glück (Croupier)
- 2000: Greenfingers – Harte Jungs und zarte Triebe (Greenfingers)
- 2001: Gosford Park
- 2002: Die Bourne Identität (The Bourne Identity)
- 2003: Jenseits aller Grenzen (Beyond Borders)
- 2003: Dead Simple (I’ll sleep when I’m dead)
- 2004: King Arthur
- 2004: Hautnah (Closer)
- 2005: Sin City
- 2005: Entgleist (Derailed)
- 2006: Inside Man
- 2006: Children of Men
- 2006: Der Rosarote Panther (The Pink Panther)
- 2007: Shoot ’Em Up
- 2007: Elizabeth – Das goldene Königreich (Elizabeth: The Golden Age)
- 2009: The International
- 2009: Duplicity – Gemeinsame Geheimsache (Duplicity)
- 2009: The Boys Are Back – Zurück ins Leben (The Boys Are Back)
- 2010: Trust
- 2011: Killer Elite
- 2011: Intruders
- 2012: Shadow Dancer
- 2013: Blood Ties
- 2013: Words & Pictures – In der Liebe und in der Kunst ist alles erlaubt (Words and Pictures)
- 2015: Last Knights – Die Ritter des 7. Ordens (Last Knights)
- 2016: The Confirmation
- 2017: Valerian – Die Stadt der tausend Planeten (Valerian and The City of A Thousand Planets)
- 2018: Ophelia
- 2018: Anon
- 2019: The Informer
- 2019: Gemini Man
- 2019: The Song of Names
- 2020: Guida romantica a posti perduti
- 2025: Cleaner

Fernsehen
- 1989: Precious Bane
- 1989: Capital City (Fernsehserie)
- 1990: Lorna Doone
- 1990: Chancer (Fernsehserie)
- 1993: Land in Flammen (Class of ’61)
- 1993: The Magician
- 1994: Doomsday Gun – Die Waffe des Satans (Doomsday Gun)
- 1994: Land der verlorenen Kinder (Nobody’s Children)
- 1994: The Return of the Native
- 1995: Bad Boys Blues
- 1996: Sharman (Fernsehserie)
- 1998: The Echo
- 1999: Split Second 2
- 1999: Second Sight (Fernsehserie)
- 2000: Second Sight: Parasomnia (Fernsehserie)
- 2000: Second Sight: Kingdom of the Blind (Fernsehserie)
- 2000: Second Sight: Hide and Seek (Fernsehserie)
- 2007: Extras (Fernsehserie)
- 2012: Hemingway & Gellhorn
- 2014–2015: The Knick (Fernsehserie)
- 2021: Lisey’s Story (Miniserie)
- 2023: A Murder at the End of the World (Miniserie)

Videospiele
- 1996: Privateer 2 – The Darkening

## Auszeichnungen
- Screen Actors Guild Awards 2002

Bestes Schauspielensemble (Gosford Park)
- Broadcast Film Critics Association Awards 2002

Bestes Ensemble (Gosford Park)
- British Academy Film Awards 2005

Bester Schauspieler in einer Nebenrolle (Hautnah)
- Golden Globe Awards 2005

Bester Schauspieler in einer Film-Nebenrolle (Hautnah)
- Oscars 2005

Bester Schauspieler in einer Nebenrolle (Hautnah) – nominiert
- Goldene Kamera 2013

Bester Schauspieler, international